# عبد الفتاح الفومني
عبد الفتاح الفومني (بالفارسية: عبدالفتاح فومنی) كان مؤرخًا فارسيًا في القرن السابع عشر من فومن في جيلان، والذي كتب تاريخ محافظته الأصلية، تاريخ جيلان.